# Selbsthilfe (Partei)
Selbsthilfe (ukrainisch Самопоміч Samopomitsch) ist der Name einer ukrainischen Partei. Langjähriger Parteivorsitzender war Andrij Sadowyj, der Bürgermeister von Lwiw. Er galt lange Zeit als liberaler Aktivist. Die Partei will die lokale Selbstverwaltung stärken und ist vor allem unter der gebildeten Jugend sehr beliebt.
Sie kandidierte bei der Parlamentswahl in der Ukraine 2014 und erhielt 10,97 %, womit sie die drittstärkste Partei in der neuen Werchowna Rada wurde.
Vom 2. Dezember 2014 an stellte die Partei mit Oleksij Pawlenko den Minister für Agrarpolitik und Lebensmittel im zweiten Kabinett von Arsenij Jazenjuk. Bei der Wahl von Jazenjuks Nachfolgekabinett, dem Kabinett Hrojsman, im April 2016 enthielt sich die Partei und ist seitdem in der Opposition.
Bei der Parlamentswahl 2019 scheiterte die Partei mit 0,61 % der Listenstimmen an der Sperrklausel von fünf Prozent und ist seitdem nur noch über ein direkt gewonnenes Wahlkreismandat in der Werchowna Rada vertreten.